# Севостьянов, Виктор Михайлович
Виктор Михайлович Севостьянов (род. 11 января 1959, посёлок Октябрьский, Курганинский район Краснодарский край, РСФСР, СССР) — российский военачальник, командующий 4-й армией ВВС и ПВО, генерал-лейтенант, Заслуженный военный лётчик Российской Федерации, Военный лётчик-снайпер.

## Биография
Родился 11 января 1959 года в Краснодарском крае.
В 1980 году окончил Армавирское высшее военное авиационное училище лётчиков. Служил лётчиком-инструктором, старшим лётчиком-инструктором, командиром авиационного звена, заместителем командира эскадрильи в учебном авиационном полку Армавирского высшего военного училища лётчиков. После окончания в 1990 году Военной командной академии ПВО им. Маршала Советского Союза Г. К. Жукова проходил службу в истребительном авиационном полку ПВО Дальневосточного военного округа в должностях командира эскадрильи, заместителя командира полка, командира полка. С 1998 по 2001 год — заместитель командира дивизии ПВО Забайкальского военного округа. С 2001 по 2003 год обучался на основном факультете в Военной академии Генерального штаба Вооружённых Сил Российской Федерации. С 2004 по 2005 год проходил службу в Приволжско-Уральском военном округе в должности командира дивизии.
С 2005 по 2010 год — заместитель командующего войсками 4-го командования ВВС и ПВО (Северо-Кавказский военный округ).
С июля 2010 года — командующий войсками 2-го командования ВВС и ПВО Центрального военного округа, с 1 августа 2015 года — командующий 14-й армией ВВС и ПВО ЦВО. Указом Президента РФ от 15 января 2016 года назначен командующим 4-й армией ВВС и ПВО.
В январе 2018 года Севастьянов совершил посадку боевого истребителя на автомобильную дорогу А-260 шириной 18 метров в рамках проведения плановых учений
Имеет опыт выполнения служебных обязанностей в боевой обстановке. Военный лётчик-снайпер.
В отставке с 2019 года. С 16 мая 2019 года — директор Музейного комплекса УГМК.
17 июня 2022 года покинул пост директора "Музейного комплекса УГМК" и перешел в АО "Уралэлектромедь" на должность начальника подразделения ГО и ЧС.

## Награды и почетные звания
Награждён орденом «За военные заслуги», медалью «За боевые заслуги», медалью Нестерова и рядом других медалей. Заслуженный военный лётчик России.